# Petrophysik
In der Petrophysik werden die physikalischen Eigenschaften der Gesteine untersucht. Für die verschiedenen Eigenschaften sind jeweils ein oder mehrere petrophysikalische Parameter definiert, durch die sie quantitativ erfasst werden können. Zudem wird erforscht, durch welche Prozesse und Mechanismen die Gesteine bestimmt werden können und wie sie sich mit den äußeren Bedingungen verändern.

## Gegenstand und Gliederung der Petrophysik
Von den einzelnen Teilgebieten der Petrophysik bestehen enge Wechselbeziehungen zu denjenigen Zweigen der Geophysik und Geotechnik, die die betreffende Eigenschaft am Erdkörper (in situ) untersuchen. Für die Entwicklung der Petrophysik als selbständiger Wissenschaft war es aber in gewissem Sinne auch manchmal nachteilig, wenn die einzelnen Zweige nur als Anhängsel bei geophysikalischen Instituten betrieben wurden, weil dadurch oft eine tiefgründige Bearbeitung unterblieb.
Jedoch sind die elastischen Eigenschaften besonders intensiv untersucht worden, weil die Kenntnis der elastischen Parameter eine notwendige Voraussetzung für die Auswertung von seismologischen Messwerten ist. So kann man zum Beispiel die elastischen Eigenschaften  und den Absorptionskoeffizient für die Errechnung der Scher- und Kompressionswellengeschwindigkeit benutzen. Einige Teilgebiete sind auch unmittelbar für technische Anwendungen wichtig, wie die Untersuchung der Bruch- und Deformationsvorgänge für den Tunnelbau und die Ingenieurgeologie.
Vom Standpunkt einer strengen Systematik kann man die Petrophysik als einen speziellen Zweig der Festkörperphysik ansehen. Tatsächlich sind viele Begriffsdefinitionen, experimentelle und theoretische Methoden und Erkenntnisse aus der Festkörperphysik übernommen worden. Andererseits unterscheidet sich aber der Untersuchungsgegenstand, das Gestein, durch seine statistische Zusammensetzung aus einzelnen unterschiedlich großen Körnern verschiedener Minerale, die noch durch amorphes Material verbunden oder durch einen teilgesättigten Porenraum getrennt sein können, deutlich von den Objekten, die in der Festkörperphysik bearbeitet werden. Insofern hat die Petrophysik ihre ganz spezielle Problematik, die ihre eigenständige Stellung rechtfertigt.
Petrophysikalische Eigenschaften lassen sich in folgender Weise unterteilen:
- elektrische Eigenschaften
- magnetische Eigenschaften
- elastische Eigenschaften
- thermische Eigenschaften
- Eigenschaften von Porenraum und Matrix (Porosität, Dichte, Permeabilität, Kapillardruck)
- Bruch- und Deformationsvorgänge
- Radioaktivität und Wärmeproduktion

Jede der Eigenschaften stellt ein äußeres, makroskopisches Symptom dar, das durch innere Vorgänge und Mechanismen in der atomaren bis mikroskopischen Größenordnung erklärt werden sollte.

## Probleme der Bestimmung petrophysikalischer Parameter
Die zu einer bestimmten Gesteinsart gehörigen Gesteinsproben können in ihrer mineralogischen Zusammensetzung, Struktur und Textur stark variieren. Daher ist es erforderlich, die petrophysikalischen Parameter an einer großen Zahl von Proben zu bestimmen, um für jede einzelne Gesteinsart die mögliche Variationsbreite der Werte zu erhalten. Bei genügend guter Charakterisierung der Einzelproben durch vorherige mineralogische und petrografische Untersuchungen gewinnt man auf diesem Wege auch Informationen über die Abhängigkeit der petrophysikalischen Parameter vom Mineralbestand, den Korngrößen und der Porosität.
Es ist naheliegend zu versuchen, die Parameterwerte eines Gesteins aus den Werten der enthaltenen Minerale theoretisch zu berechnen. Natürlich müssen dabei auch die Mengenanteile der Minerale berücksichtigt werden. Es ist eine große Zahl von sogenannten Mischungsregeln teils theoretisch abgeleitet, teils empirisch erprobt worden, die diese Zielsetzung verfolgen. Bei einigen petrophysikalischen Parametern, wie Dichte, spezifische Wärme und radioaktive Wärmeproduktion liefert dieser Weg sehr gute Ergebnisse. Diese Methodik versagt jedoch logischerweise in dem Maße, wie die Eigenschaften von strukturellen Gegebenheiten und Korngrenzeneffekten abhängig sind, die bei diesen Berechnungen nicht berücksichtigt werden. Die Mischungsregeln versagen auch dann, wenn sich die Parameterwerte der verschiedenen Minerale eines Gesteins sehr stark unterscheiden und ein als Minorität vorkommendes Mineral so hohe Parameterwerte hat, dass es trotz geringen Anteils das Gesamtverhalten entscheidend bestimmt. Diese Situation ist bei den elektrischen und magnetischen Eigenschaften häufig anzutreffen.